# Meta abdomenalis
Meta abdomenalis är en spindelart som beskrevs av Patel och C. Adinarayana Reddy 1993. Meta abdomenalis ingår i släktet Meta och familjen käkspindlar. Inga underarter finns listade i Catalogue of Life.